# Evelyn Varden
Pour les articles homonymes, voir Varden.
Evelyn Varden est une actrice américaine née le 12 juin 1893 à Adair, Oklahoma (États-Unis), morte le 11 juillet 1958 à New York (États-Unis).

## Filmographie
- 1949 : L'Héritage de la chair (Pinky) de John Ford et Elia Kazan : Melba Wooley
- 1950 : Planqué malgré lui (When Willie Comes Marching Home) de John Ford : Mrs. Gertrude Kluggs
- 1950 : Treize à la douzaine (Cheaper by the Dozen) : School principal
- 1950 : Stella de Claude Binyon : Flora Stella's mother
- 1951 : Finders Keepers : Ma Kipps
- 1951 : Enlevez-moi, Monsieur ! (Elopement) de Henry Koster : Millie Reagan
- 1952 : Appel d'un inconnu (Phone call from a stranger) de Jean Negulesco : Sallie Carr
- 1954 : Le Prince étudiant (The Student Prince) : Queen Matilda
- 1954 : Athena : Grandma Salome Mulvain
- 1954 : Désirée : Marie
- 1955 : La Nuit du chasseur (The Night of the Hunter) de Charles Laughton : Icey Spoon
- 1956 : L'Impudique (Hilda Crane) : Mrs. Burns
- 1956 : La Mauvaise Graine (The Bad Seed) : Monica Breedlove
- 1957 : Dix mille chambres à coucher (Ten Thousand Bedrooms) : Countess Alzani